# Aleksejs Višņakovs
Aleksejs Visnakovs' (3. februar 1984 i Riga i Lettiske SSR) er en lettisk fodboldspiller, der spiller midtbane i Rīgas futbola skola og på Letlands fodboldlandshold.